# Coleophora lewandowskii
Coleophora lewandowskii é uma espécie de mariposa do gênero Coleophora pertencente à família Coleophoridae.